# 3ª Armata
Die 3ª Armata (deutsch 3. Armee) war eine Armee des italienischen Heeres im Ersten und Zweiten Weltkrieg sowie im Kalten Krieg.

## Aufstellung
Im Zuge der Heeresreform Spingardi-Pollio und auf der Grundlage eines Gesetzes vom 17. Juli 1910 sollten in Italien vier sogenannte designierte Armeekommandos in Mailand (1.), Genua (2.), Florenz (3.) und Bologna (4.) entstehen und im Frieden Planungsaufgaben übernehmen. Diese permanenten Armeeoberkommandos, die deutschen Armee-Inspektionen ähnelten, wurden erst in Lauf des Jahres 1914 aufgestellt. Vor 1910 bestanden diese höheren Kommandostellen nur auf dem Papier, das heißt, sie sollten erst im Fall einer Generalmobilmachung gebildet werden.
Infolge des 1912 erneuerten Dreibunds war die 3. Armee nach den Plänen des italienischen Chefs des Generalstabs Pollio im Bündnisfall zur Unterstützung der deutschen Truppen an der Front gegen Frankreich vorgesehen und sollte zu dem Zweck an den Oberrhein verlegt werden. Die Transportpläne dafür waren bereits ausgearbeitet worden. Auf eine entsprechende Anfrage des österreich-ungarischen Generalstabs im Dezember 1912 antwortete der italienische Militärattaché in Wien Albricci allerdings, dass Italien nicht auf die 3. Armee verzichten könne. Der Chef des Generalstabes Franz Conrad von Hötzendorf wurde daraufhin bei Moltke vorstellig und beklagte sich, Italien würde einen Bruch des Bündnisses vorbereiten. Erst nachdem Pollio versichert hatte, das anstelle der unabkömmlichen 3. Armee im Bedarfsfall als Ersatz einige Kavalleriedivisionen an den Bündnispartner abgehen würden, beruhigte sich die Lage wieder. Im Februar 1914 kündigte der Militärattache an der italienischen Botschaft in Berlin schließlich an, dass König Viktor Emanuel III. nun die 3. Armee im Bündnisfall abstellen könne. Daraufhin begab sich der designierte Oberbefehlshaber der 3. Armee Luigi Zuccari nach Berlin, um die operativen Pläne für einen Einsatz seiner Armee mit dem Chef des Großen Generalstabs Moltke zu besprechen. Bei den Gesprächen kam auf, dass die 3. Armee bei Bedarf auch an die Ostfront verlegt werden könnte, falls Österreich-Ungarn dort in Bedrängnis geraten sollte. Pollio lehnte ein solchen Einsatz allerdings kategorisch ab.

## Erster Weltkrieg

### 1915

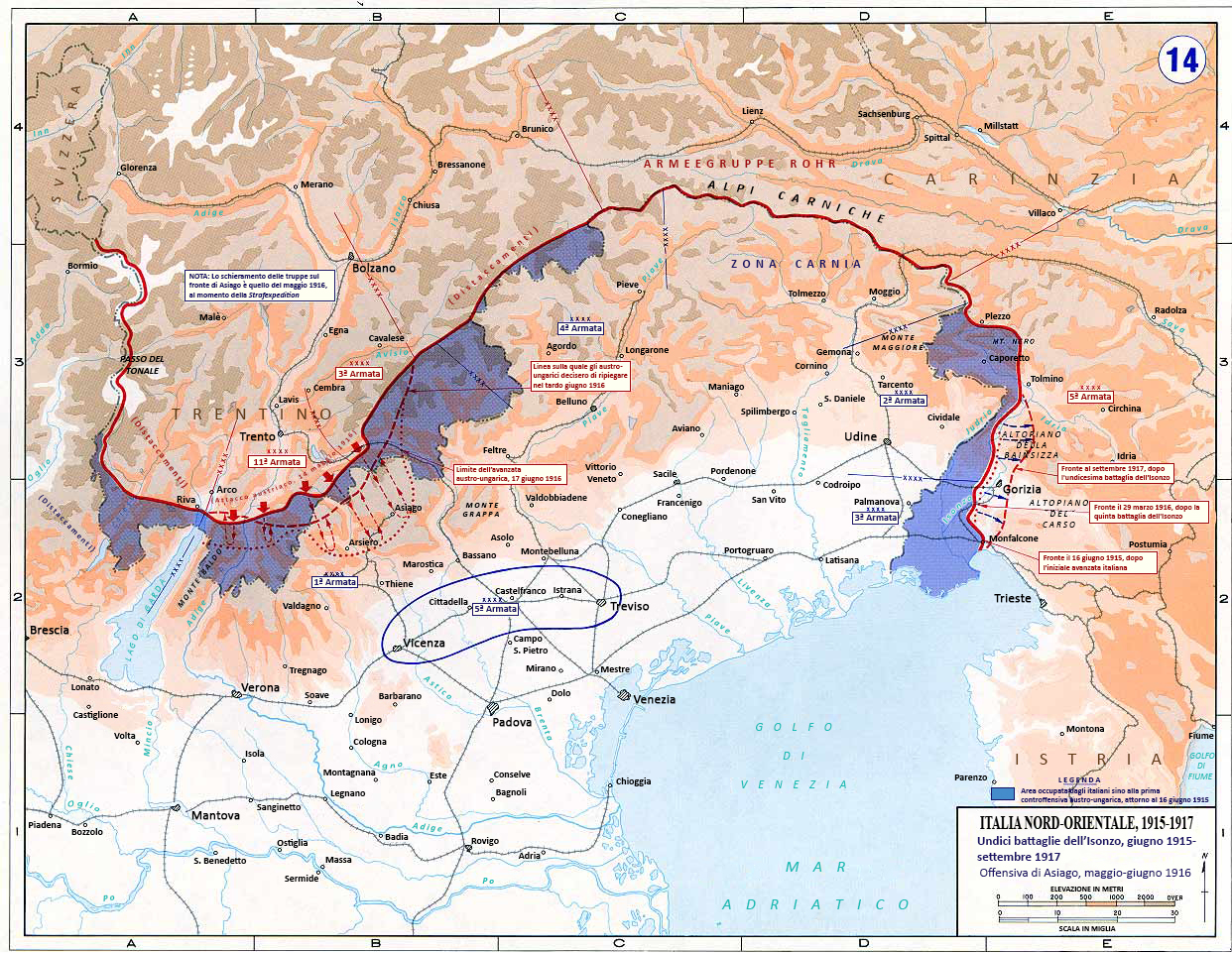
Karte der Italienfront (1915–1917). Die 3. Armee stand am äußersten rechten Rand zwischen Isonzo und Karst

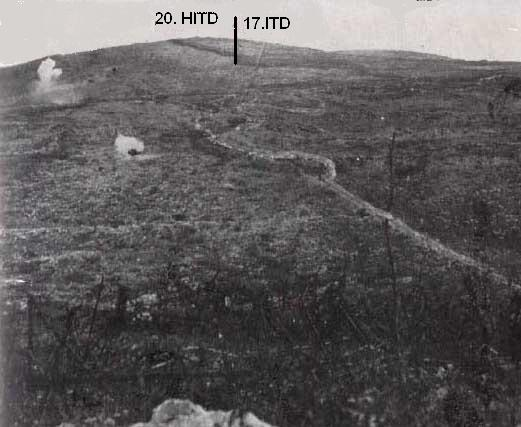
Die Westhänge des Monte San Michele, im italienischen Artilleriefeuer

Das designierte Kommando der 3. Armee wurde nach Ausbruch des Ersten Weltkrieges im August 1914 in Florenz aufgestellt. Nach den Operationsplänen des neuen Chefs des Generalstabes, Luigi Cadorna, sollte sie im Kriegsfall mit Österreich-Ungarn zusammen mit der 2. Armee die Hauptlast des italienischen Angriffes mit jeweils drei Armeekorps tragen. Bei Ausbruch der Kriegshandlungen am 24. Mai 1915 stand allerdings nur das VI. Armeekorps mit zwei Infanterie- und einer Kavalleriedivision zur Verfügung, während die anderen beiden Korps, das VII. und das IX. Korps, mit weiteren vier Infanterie- und einer Kavalleriedivision sich noch im Aufmarsch befanden. Auf die unzureichende Vorbereitung der 3. Armee hatte ihr Oberbefehlshaber Zuccari bereits vorher hingewiesen, worauf er von Cadorna am 20. Mai, drei Tage vor dem italienischen Kriegseintritt, abgesetzt worden war. Zum neuen Oberbefehlshaber ad interim wurde Generalleutnant Vincenzo Garioni ernannt, der am 26. Mai 1915 vom Herzog von Aosta, Emanuel Philibert von Savoyen-Aosta, abgelöst wurde.
Der 3. Armee war der äußerste rechte Angriffsflügel zwischen Prepotto und Adria zugewiesen worden. Auch unter ihrem neuen Oberbefehlshaber gelangen in den ersten Kriegstagen nur geringe Erfolge. Nach Überschreiten der Grenze konnte sie nur wenige Kilometer vorstoßen und Cormòns besetzen. Die Inbesitznahme der wichtigen Isonzobrücken bei Pieris, einem Ortsteil von San Canzian d’Isonzo durch die 1. Kavalleriedivision scheiterte, worauf ihr Kommandant ebenfalls abgesetzt wurde. Nach drei Tagen reihten sich rechts des VI. Korps das XI. und VII. Korps ein. Letzteres sollte nach den Vorstellungen Cadornas Brückenköpfe am Unterlauf des Isonzo bilden. Zwischen dem 4. und 5. Juni gelang es dem VII. Korps unter Generalleutnant Vincenzo Garioni einen Brückenkopf am linken Isonzoufer bei Pieris zu errichten. Ein anschließend von der 2. Kavalleriedivision geführter Angriff auf Monfalcone brachte keinen Erfolg, machte aber deutlich, wie verwundbar Kavallerieeinheiten bei Maschinengewehrfeuerbeschuss waren. Am 7. Juni erhielt die 3. Armee den Befehl, den Angriff bis zum Rand des Karst-Plateaus fortzusetzen. Der Angriff sollte durch die nördlich angrenzende 2. Armee unterstützt werden, der das VI. Armeekorps unterstellt wurde. Ein erster am Nachmittag des 8. Juni von der 13. und 14. Infanteriedivision vorgetragener Angriff scheiterte. Erst am Mittag des darauffolgenden Tages gelang es der Infanteriebrigade „Messina“ Monfalcone einzunehmen, während die Infanteriebrigade „Granatieri di Sardegna“ die Höhen bei Selz nordwestlich von Monfalcone besetzte. Der nördlich davon liegende wichtige Brückenkopf Sagrado konnte von der 21. Infanteriedivision dagegen nicht genommen werden. Am 11. Juni befahl Cadorna erneut der 3. Armee auf der Hochfläche bei Sagrado Fuß zu fassen, wobei er ausdrücklich die Bedeutung des von ihm in seinem „Roten Büchlein“ propagierten Frontalangriffs hervorhob. Fünf Tage später war der italienische Angriffsschwung der ersten Kriegstage endgültig zum Erliegen gekommen, aber bereits am 21. Juni befahl das italienische Oberkommando den nächsten Angriff, der als Erste Isonzoschlacht in die Geschichte eingehen sollte.

#### Erste bis Vierte Isonzoschlacht
In der am 23. Juni 1915 losgetretenen ersten von insgesamt elf italienischen Isonzooffensiven, kam der 3. Armee nur eine untergeordnete, unterstützende Rolle zu. Zwar gelang es der 3. Armee bei Sagrado überzusetzen und den Ort einzunehmen, aber danach blieb der Angriff erneut stecken. Die neue unter hohen Verlusten erkaufte Frontlinie der 3. Armee verlief nach Einstellung der Offensive am Rand der Karsthochfläche von Sagrado bis Redipuglia. In der anschließenden Zweiten Isonzoschlacht gelang es ab 18. Juli auf die Karsthochfläche vorzustoßen. Nach anfänglichen Erfolgen war der Angriff wegen fehlender Artillerieunterstützung und nicht vorhandener Reserven jedoch erschöpft und die Truppen mussten sich in ihre Ausgangsstellungen zurückziehen. In der Dritten Isonzoschlacht vom 18. Oktober bis 4. November 1915 standen der 3. Armee auf einer Frontbreite von zwölf Kilometern drei Armeekorps (VII. X. und XIV. Korps) mit 8 Divisionen und 170 Geschütze mittleren und großen Kalibers zur Verfügung. Die Kämpfe entzündeten sich auf dem Karst insbesondere um den Monte San Michele und den Monte Sei Busi, die trotz wiederholter verlustreicher Angriffe nicht genommen bzw. gehalten werden konnten. Allein bei den Angriffen auf den Monte San Michele wurde die Infanteriebrigade „Catanzaro“ mit 3000 Ausfällen fast vollständig vernichtet. Laut österreichischem Generalstabswerk hatte die 3. Armee in der Dritten Isonzoschlacht mit 42.200 Ausfällen fast ein Drittel ihrer Kampfkraft eingebüßt. In der anschließenden Vierten Isonzoschlacht sollte die 3. Armee ihre Angriffskräfte auf den nur wenige Kilometer breiten Frontabschnitt zwischen Monte San Michele und dem Ort San Martino sul Carso konzentrieren. Erneut blieben die Erfolge aus und die unerheblichen Geländegewinne rechtfertigten in keinster Weise die hohen Verluste der 2. und 3. Armee von 49.000 Mann.

### 1916

#### Fünfte bis Neunte Isonzoschlacht

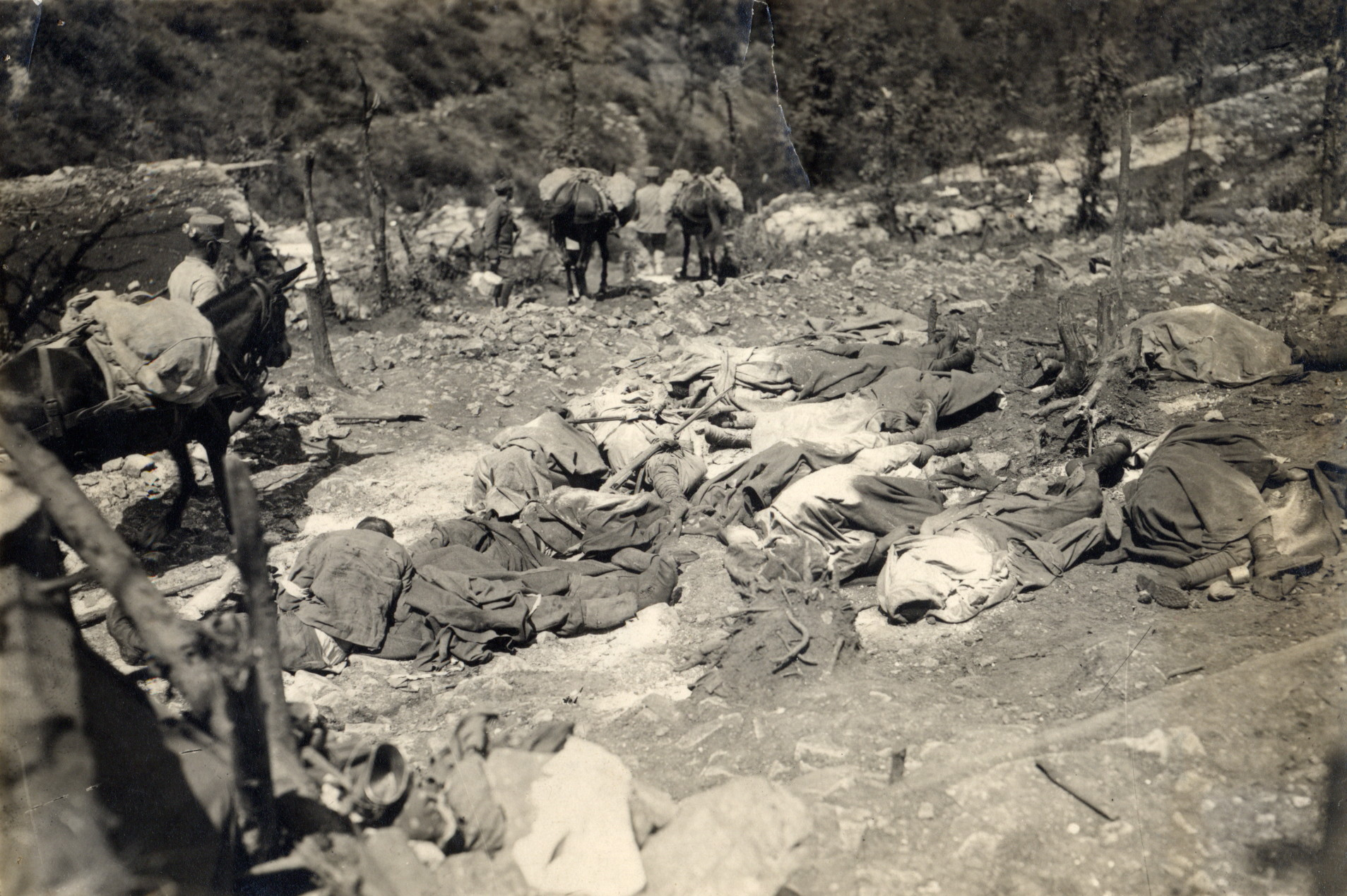
Italienische Gastote nach dem österreichisch-ungarischen Giftgasangriff am Monte San Michele am 29. Juni 1916

Im Winter 1915/16 beschränkten sich die Operationen der 3. Armee auf begrenzte lokale Unternehmungen, in Vorbereitung einer neuen Offensive im Frühjahr 1916. Die fünftägige Fünfte Isonzoschlacht im März 1916 sollte vor allem die Aufmerksamkeit der Mittelmächte etwas von der Westfront ablenken, an der die französischen Truppen in der Schlacht um Verdun schwer unter Druck standen. Sie kostete der 3. Armee dennoch knapp 2000 Ausfälle.
Allen weiteren Offensivplänen Cadornas kam der österreichisch-ungarische Chef des Generalstabs Franz Conrad von Hötzendorf jedoch zuvor, als am 15. Mai 1916 die österreichisch-ungarischen Truppen zu ihrer Frühjahrsoffensive in Südtirol ansetzten. Um einen eventuellen Vorstoß in der norditalienischen Tiefebene aufzuhalten, ordnete Cadorna am 20. Mai seine Truppen um. Die 3. Armee übernahm nun den von der 2. Armee gehaltenen angrenzenden Frontabschnitt bis zum Oberlauf des Isonzo bei Flitsch, während Letztere in Teilen zur Bildung der neu aufgestellten 5. Armee herangezogen wurde. Auch die 3. Armee musste zwei Divisionen an die in Bedrängnis geratene Tiroler-Front abgeben. Nachdem Österreich-Ungarn seine Offensivbemühungen vier Wochen später einstellen musste, konzentrierte sich Cadorna erneut auf einen Durchbruchsversuch an der Isonzofront. Bis zum Beginn der auf Mitte Juli angesetzten nächsten Isonzooffensive sollten der 3. Armee weitere Armeekorps unterstellt werden. Ende Juni 1916 gab die 3. Armee den Frontabschnitt am Oberlauf des Isonzo wieder an die 2. Armee ab. Sie stand nun nordöstlich von Görz, vom Monte Sabotino bis zur Adria.
Am 29. Juni 1916 wurde in dem von der 3. Armee gehaltenen Frontabschnitt am Monte San Michele erstmals Giftgas an der italienisch-österreichischen Front eingesetzt. Die völlig überraschten und unzureichend ausgerüsteten italienischen Truppen des XI. Armeekorps verloren nach offiziellen italienischen Angaben durch den Gasangriff über 6000 Mann. Selbst die k.u.k. 5. Armee hatte über 1500 Verluste, darunter knapp 40 Tote, zu verzeichnen.

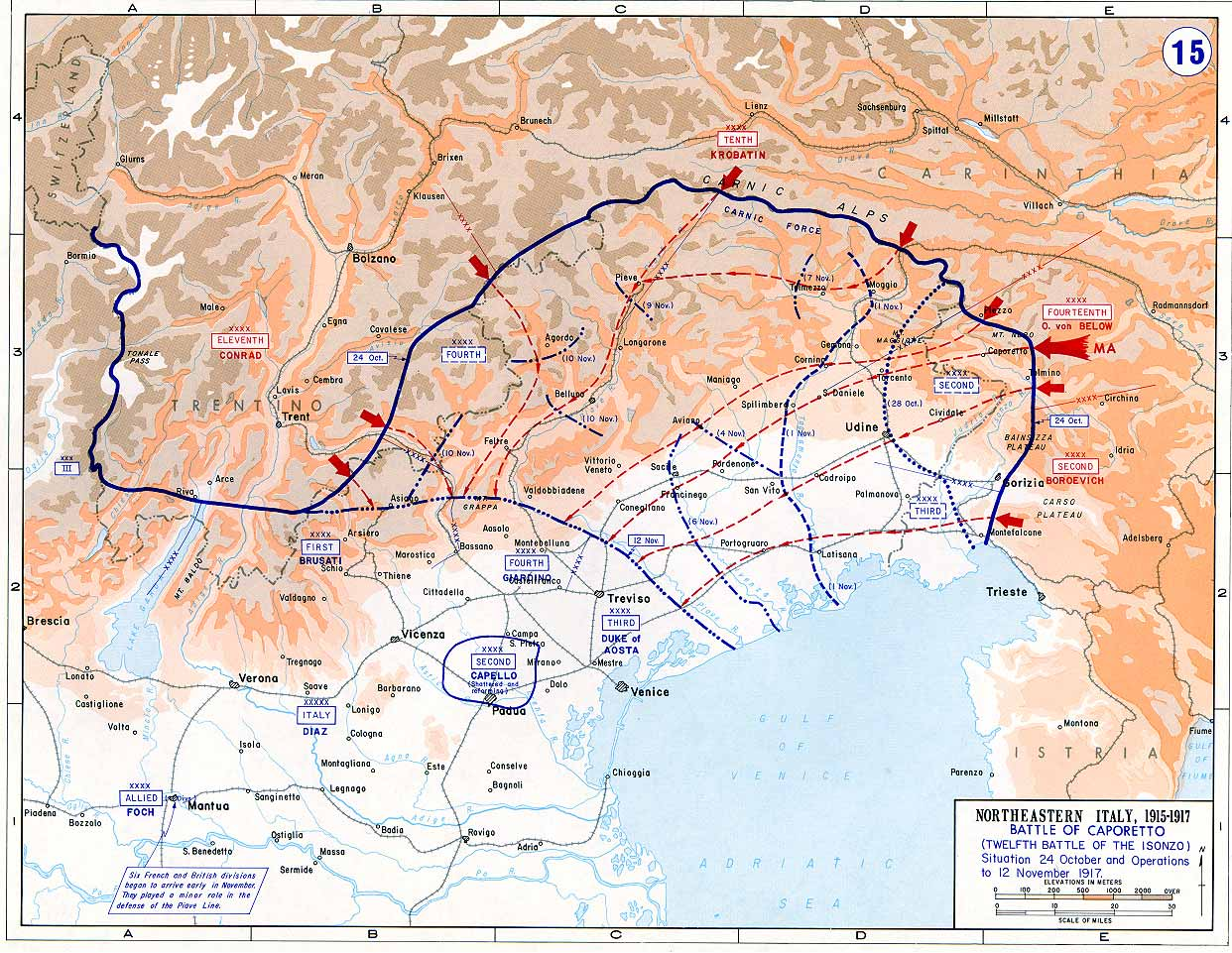
Zwölfte Isonzoschlacht (Schlacht von Karfreit), Ende Oktober, November 1917

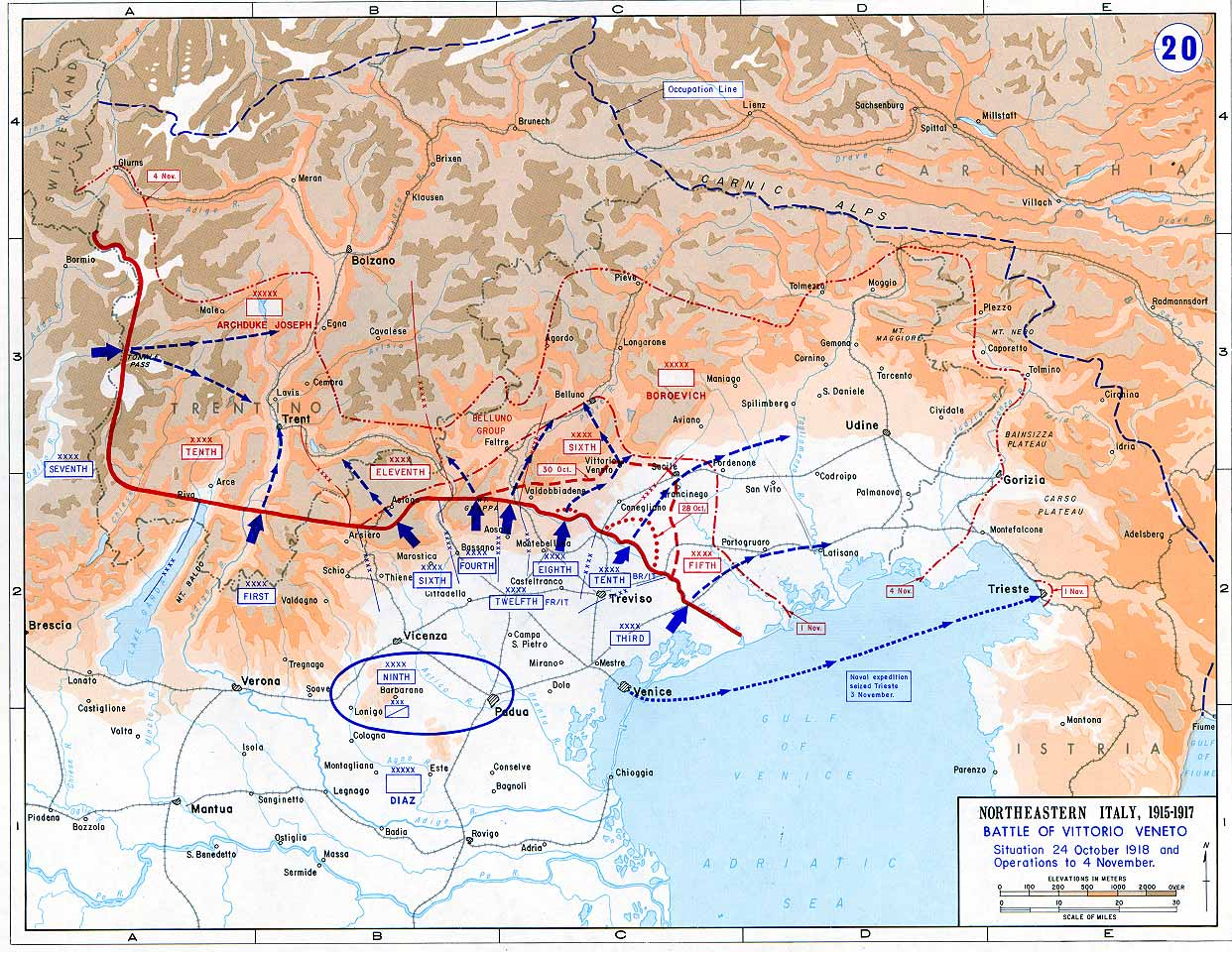
Dritte Piaveschlacht (Schlacht von Vittorio Veneto), Ende Oktober, Anfang November 1918

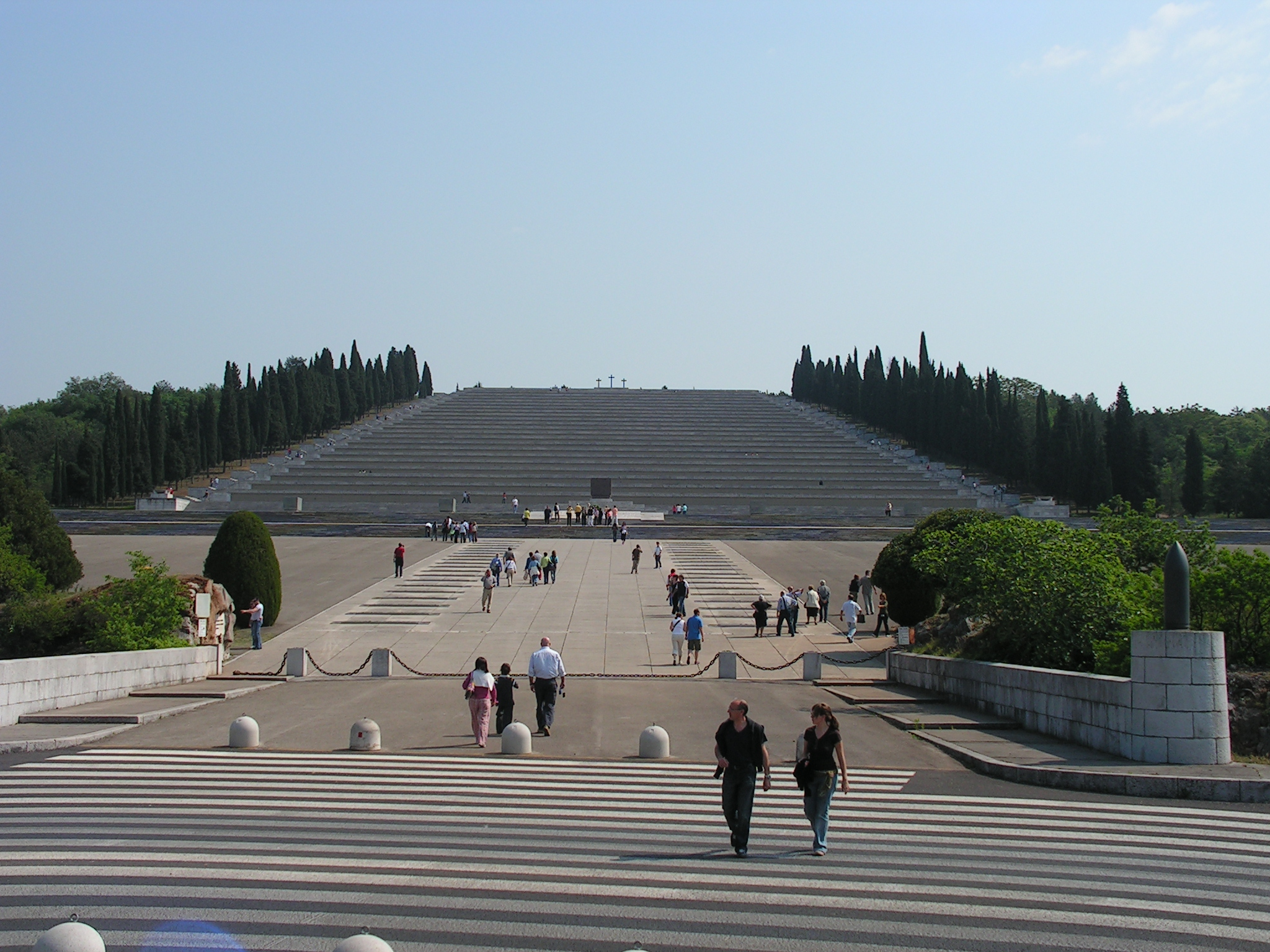
Soldatenfriedhof der 3. Armee in Redipuglia

Vor Beginn der Sechsten Isonzoschlacht am 6. August 1916 stand die 3. Armee mit dem VI. Armeekorps am Brückenkopf Görz, das XI. Korps am Monte San Michele und das VII. Korps im Frontabschnitt Monfalcone. Ihr gegenüber standen das k.u.k. XVI. Korps bei Görz und das k.u.k. VII. Korps auf dem Karst. Das Ziel der am 6. August 1916 von der 3. Armee getragenen sechsten Isonzooffensive war die Einnahme der Stadt Görz. Nach dem ersten Angriffstag verblieb zwar die Stadt noch im Besitz der k.u.k. 5. Armee, aber dem XI. Armeekorps war die Einnahme aller vier Gipfelkuppen des strategisch wichtigen und seit über 12 Monaten schwer umkämpften Monte San Michele am Rand der Karsthochfläche gelungen. Am Morgen des 8. August konnte nach dem Rückzug der k.u.k. 58. Infanterie-Truppendivision der rechte Görzer-Brückenkopf kampflos eingenommen werden. Am Abend des gleichen Tages setzten sich die österreichisch-ungarischen Truppen auch aus der Stadt Görz auf leichter zu verteidigende Positionen östlich der Stadt ab. Am 9. August standen Truppen der 3. Armee in Görz und erzielten damit ihren größten Erfolg. Ein Erfolg, der allerdings mit hohen Verlusten verbunden war, bei dem die Armee in der zehn Tage dauernden Schlacht über 51.000 Ausfälle zu beklagen hatte.
Um die im Zuge der Sechsten Isonzoschlacht erreichten Geländegewinne abzusichern, sollte die 3. Armee anschließend weiter auf der Karsthochebene vorstoßen. Die Offensive auf dem Karst war in drei Phasen ausgelegt, die als Siebte, Achte und Neunte Isonzoschlacht in die Militärgeschichte eingehen sollten. Alle drei italienischen Offensiven wurden nach wenigen Tagen eingestellt. Lediglich in der Neunten Isonzoschlacht gelang es Anfang November dem XI. Armeekorps die österreichisch-ungarischen Verteidiger zu überraschen, den Dosso Faiti (452 m s.l.m., slowenisch Fajtji hrib) auf dem Karst zu besetzen und trotz Gegenangriffen zu halten.

### 1917

#### Zehnte und Elfte Isonzoschlacht
Am Morgen des 14. Mai 1917 setzte die Infanterie der 3. Armee nach dreitägiger Artillerievorbereitung zur Zehnten Isonzoschlacht auf dem Karst an. Bereits zwei Tage zuvor hatte im Nachbarabschnitt die 2. Armee im Becken von Görz ihren Angriff gestartet. Der 3. Armee kam die Aufgabe zu, weiter auf der Karsthochfläche in Richtung Triest vorzustoßen und mit der Hermada einen der Eckpfeiler der österreichisch-ungarischen Verteidigung einzunehmen. Verzögerungen beim Aufmarsch der Artillerie, Selbstüberschätzung der eigenen Kräfte im Bereich des von General Luigi Capello befehligten Frontabschnittes Görz und der damit verbundenen Neuausrichtung der Angriffspläne von Cadorna gaben der österreichisch-ungarischen Verteidigung ausreichend Zeit, Verstärkungen heranzuführen und den von der 3. Armee ab 23. Mai vorgetragenen Hauptstoß abzufangen. Am 31. Mai brach Cadorna die Offensive ab. Die Verluste der 3. Armee in der Elften Isonzoschlacht betrugen 68.000 Mann, darunter 13.500 Tote. Bei der anschließenden Gegenoffensive im Juni konnte die k.u.k. Isonzoarmee Teile des verlorengegangenen Terrains, wie den Flondarbogen, zurückerobern.
Noch vor Abbruch der Offensive hatte der italienische Generalstab bereits die Pläne für die nächste Offensive am Isonzo ausgearbeitet. Bei der als Elften Isonzoschlacht bekannten Offensive kam der 3. Armee die Aufgabe zu, die Hochebene bei Komen auf dem Karst zu erobern. Für die Aufgabe wurden ihr 20 Divisionen und 700 Geschütze unterstellt. Das Einschießen der Artillerie begann am Morgen des 18. August, nachdem die Artillerie der 2. Armee bereits seit dem Nachmittag des Vortages tätig geworden war. Erneut sollte die Armee gegen die „Festung“ Hermada anstürmen. Und erneut konnten im Gegensatz zu den Erfolgen der 2. Armee auf der Hochebene von Heiligengeist-Bainsizza keine bedeutende Geländegewinne auf dem Karst erzielt werden. Am 29. August befahl Cadorna die Offensive im Bereich der 3. Armee einzustellen.

#### Zwölfte Isonzoschlacht
Am 18. September 1917 ordnete Cadorna der 2. und der 3. Armee an, alle offensiven Bemühungen einzustellen und sich auf eine Verteidigung bis zum Äußersten vorzubereiten. Am Vorabend der deutsch-österreichisch-ungarischen Offensive, die mit der Durchbruchschlacht von Karfreit ihren Ausgang nahm und zum Zusammenbruch der italienischen Front am Isonzo führte, waren die Anweisungen Cadornas weitgehend ungehört geblieben. Noch vor Ablauf des ersten Schlachttages am 24. Oktober musste die 3. Armee Truppen, an die von General Capello befehligte und in Bedrängnis geratene 2. Armee abgeben. Die Ereignisse schlugen aber einen so schnellen Gang ein, dass die Verstärkungen nicht mehr an die für sie ursprünglich bestimmten Abschnitt eintrafen. Bereits am Tag darauf, dem 25. Oktober 1917, machte man sich im italienischen Generalstab Gedanken, wie die Rücknahme der 3. Armee zu organisieren sei, um nicht Gefahr zu laufen, dass sie vom Gegner eingeschlossen werde. Am rechten Tagliamentoufer sollten sich die beiden Armeen wieder sammeln. Der langsame Vorstoß der Mittelmächte am Oberlauf des Isonzo, gab der 3. Armee ausreichend Zeit, sich wie befohlen vom Karst zurückzuziehen. Nachdem es dem Gegner am 3. November gelungen war, den Tagliamento zu überschreiten, sah sich Cadorna gezwungen die Hauptwiderstandslinie sogar bis an den Piave zurückzuverlegen.

#### Erste Piaveschlacht
In der vom 10. November 1917 an geführten Ersten Piaveschlacht stand die 3. Armee am Westufer des Piave zwischen Nervesa und der Piavemündung. Da sich der Hauptstoß der Mittelmächte auf das von der 4. Armee unter General Gaetano Giardino verteidigte Massiv des Monte Grappa konzentrierte, wurde die 3. Armee in der Ersten Piaveschlacht nur am Rande in Abwehrkämpfe verwickelt. Am 12. November gelang es zwar Verbänden der 1. Isonzo-Armee am Unterlauf des Piave bei Zenson di Piave den Fluss zu überschreiten, der Brückenkopf musste aber Ende Dezember wieder aufgegeben werden. Weitere zunächst erfolgreiche Überschreitungen des Piave, unter anderem bei Fagaré und der Piaveinsel Grave di Papadopoli, scheiterten am Widerstand neuer herangeführter Truppen oder weil dem Angriff keine Verstärkungen zugeführt wurden. Auch der Übertritt über den Sile konnte durch die 3. Armee verhindert werden.

### 1918

#### Zweite Piaveschlacht

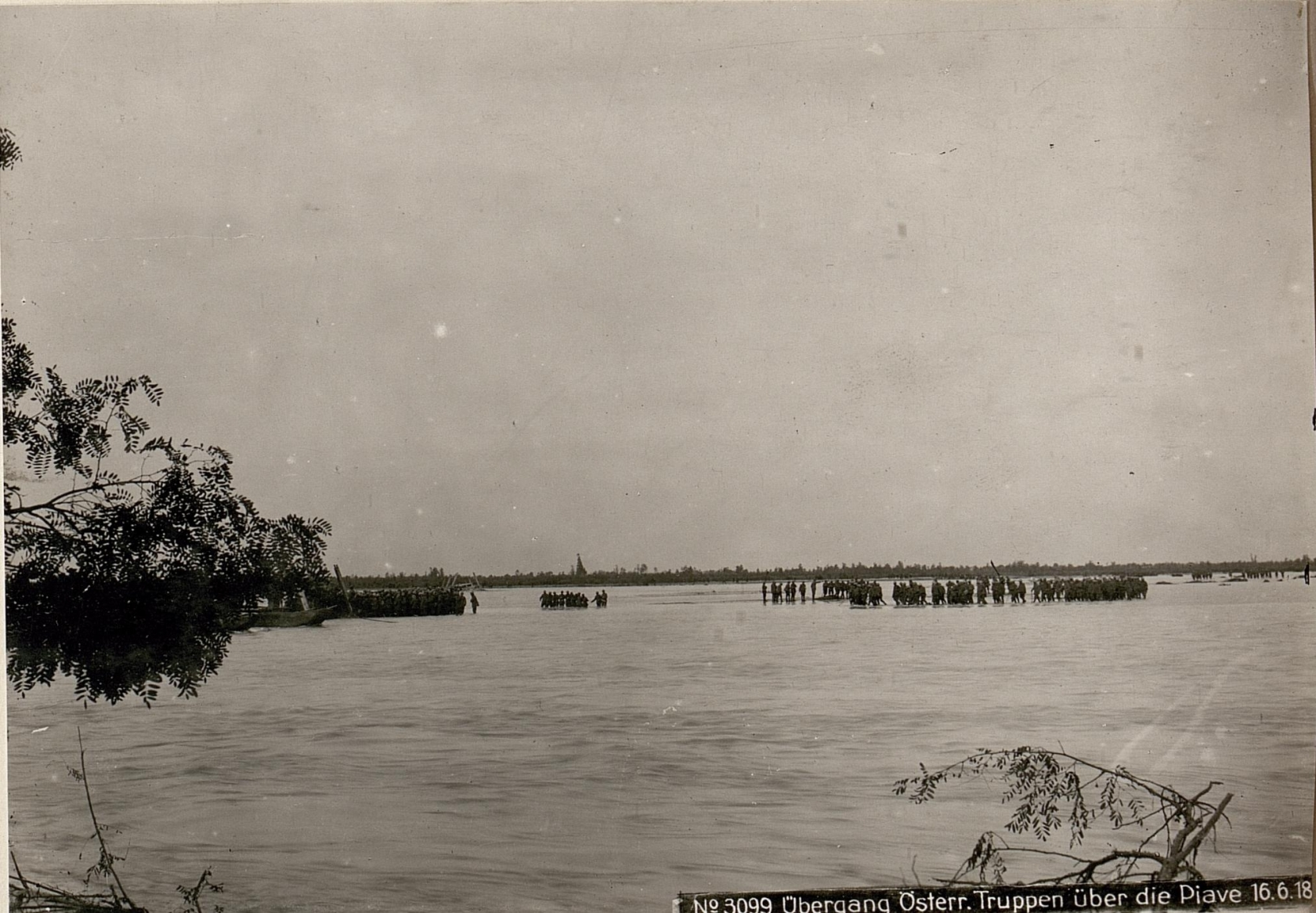
Übergang österreichisch-ungarischer Truppen über den Piave während der Zweiten Piaveschlacht

Nachdem sich die Anzeichen auf eine bevorstehende österreichisch-ungarische Offensive am Piave verstärkt hatten, befahl der neue Chef des Generalstabs Armando Diaz der 3. Armee Ende Mai 1918 sich auf die Verteidigung vorzubereiten. Als am 15. Juni 1918 die Zweite Piaveschlacht begann, stand die 3. Armee mit dem XI., XXIII. und XXVIII. Armeekorps weiterhin am Unterlauf des Piave. Der von Generaloberst Wenzel von Wurm befehligten 1. Isonzo-Armee gelang es nach mehrstündigem Artilleriefeuer erneut am rechten Piaveufer Fuß zu fassen. Noch im Laufe des Vormittags konnten die österreichisch-ungarischen Truppen Brückenköpfe bei Fagaré und Musile errichten. Auch wenn es den österreichisch-ungarischen Truppen bis zum nächsten Tag gelang die Brückenköpfe auszubauen, konnten sie jedoch im Rahmen einer elastischeren Verteidigungstaktik das italienische Gesamtdispositiv nie wirklich in Bedrängnis bringen. Am 18. Juni ordnete Diaz eine Gegenoffensive an, die aber ebenfalls nicht die erhofften Erfolge brachte. Am 21. Juni befahl der österreichisch-ungarische Generalstab die erschöpften Truppen wieder über den Piave zurückzunehmen. Lediglich das Mündungsdelta des Piave konnte gehalten werden.

#### Schlacht von Vittorio Veneto
In der Dritten Piaveschlacht, später Schlacht von Vittorio Veneto genannt, lag die 3. Armee am äußersten rechten Angriffsflügels, während der Hauptstoß von der 4. und 8. Armee getragen wurde. Erst am sechsten Tag der italienischen Offensive trat die 3. Armee in Erscheinung und überschritt in der Nacht auf den 30. Oktober den Piave. Nachdem sie sich vollständig am linken Piaveufer gegenüber der in Auflösung begriffenen österreich-ungarischen Isonzo-Armee festsetzen konnte, erhielt sich noch Abend des 30. Oktobers vom italienischen Oberkommando den Befehl weiter in Richtung Tagliamento vorzustoßen. Logistische Probleme verhinderten einen Vorstoß auf breiter Front, so dass bis zum 31. Oktober nur Teile der 3. Armee vorgerückt waren, als das Oberkommando den Befehl zur Verfolgung des abziehenden Gegners ausgab. Angesichts der bereits anberaumten Waffenstillstandsverhandlungen in der Villa Giusti bei Padua drängte das Oberkommando darauf, so viel Terrain wie möglich zu besetzen. Bei Inkrafttreten des Waffenstillstandes am Nachmittag des 4. November 1918 stand der Kern der 3. Armee bei Castions di Strada westlich von Palmanova. Die Kavalleriedivisionen der Armee waren dagegen entlang des Isonzo bis kurz vor Karfreit vorgerückt und hatten Görz, Cervignano und Gradisca besetzt.
Die 3. Armee wurde am 22. Juli 1919 in Triest aufgelöst. Ihr Oberbefehlshaber, Emanuel Philibert von Savoyen-Aosta, galt nach Karfreit als Kandidat für den Posten des Generalstabschefs, den Luigi Cadorna räumen musste. Da König Viktor Emanuel III. die Popularität des imposanteren Emanuel Philibert aus der Nebenlinie Savoyen-Aosta fürchtete, fiel die Wahl auf den weitgehend unbekannten General Armando Diaz. Emanuel Philibert wurde am 26. Juni 1926 für seine Kriegsverdienste zum Marschall von Italien ernannt. Nach seinem Tod im Jahr 1931 ließ er sich unter seinen Soldaten in Redipuglia in einem monumentalen Grab bestatten. Da seine Armee im Feld weder am Isonzo, noch am Piave jemals überwunden worden war, wurde sie später insbesondere unter dem Faschismus zur „Unbesiegten“ verklärt.

## Zweiter Weltkrieg
Als Teil der Armeegruppe Süd entstand das Kommando der 3. Armee am 6. Juni 1940 wieder und übernahm mehrere Großverbände in Apulien und Kalabrien. Nach der Auflösung der Heeresgruppe Süd am 10. Juli 1940 fielen der 3. Armee auch die beiden Inseln Sardinien und Sizilien und Teile der Region Latium zu. Ende Oktober 1940 wurde die Armee mit Ausnahme des Armeekommandos aufgelöst. Letzteres wurde schließlich am 14. November 1940 ebenfalls aufgelöst. Bis zu ihrer Auflösung hatte die unter dem Befehl von Armeegeneral Carlo Geloso stehende 3. Armee an keinen Kriegsoperationen teilgenommen.

## Kalter Krieg
Nachdem Italien 1949 Mitglied der NATO geworden war, errichtete das Bündnis auch in Italien militärische Führungsstrukturen, darunter 1951 das Headquarters Allied Land Forces Southern Europe (LANDSOUTH) mit Sitz in Verona. Diesem von einem italienischen Viersternegeneral geführte NATO-Kommando mit seinem multinationalen Stab wurden die Korps des italienischen Feldheeres in Norditalien „assigniert“, das heißt, dass LANDSOUTH in einem Krieg mit den Staaten des Warschauer Pakts die Führung italienischer und verbündeter Großverbände in Norditalien übernommen hätte. Weil es damals starke Spannungen zwischen Italien und dem neutralen Jugoslawien wegen ungeklärter Grenzfragen gab, insbesondere wegen des Freien Territoriums Triest, aber auch wegen der Vertreibung der italienischen Bevölkerungsgruppe aus Istrien und Dalmatien und der dort noch verbliebenen Minderheit, bildete das italienische Heer neben LANDSOUTH am 1. Mai 1952 in Bologna ein weiteres nationales Kommando auf Armee-Ebene mit der Bezeichnung Nucleo comando di mobilitazione 3ª Armata. Diese Kommandostelle wurde kurz darauf nach Padua verlegt und 1955 in Comando designato 3ª Armata oder „designiertes Kommando 3. Armee“ umbenannt. Dieses Armeekommando, in dem die fähigsten Generale des italienischen Heeres dienten, sollte in einem Krieg gegen Jugoslawien das Kommando über die italienischen Großverbände in Norditalien unabhängig von LANDSOUTH übernehmen. Um 1960 waren dies folgende Verbände:
- III. Korps in Mailand

- Panzerdivision „Centauro“ in Novara
- Infanteriedivision „Legnano“ in Bergamo
- Infanteriedivision „Cremona“ in Turin
- Alpini-Brigade „Taurinense“ in Turin
- Korpstruppen III. Korps

- IV. Korps in Bozen

- Alpini-Brigade „Orobica“ in Meran
- Alpini-Brigade „Tridentina“ in Brixen

Gebirgstruppenkommando Carnia-Cadore in Belluno
- Alpini-Brigade „Cadore“ in Belluno
- Alpini-Brigade „Julia“ in Udine

- Korpstruppen IV. Gebirgskorps

- V. Korps in Vittorio Veneto

- Panzerdivision „Ariete“ in Pordenone
- Infanteriedivision „Mantova“ in Udine
- Infanteriedivision „Folgore“ in Treviso
- Panzerkavalleriebrigade „Pozzuolo del Friuli“
- III. Raketenartilleriebrigade in Vicenza und sonstige Korpstruppen V. Korps einschließlich Lagunari und brigadeäquivalente Kampfgruppe Triest

- VI. Korps in Bologna

- Infanteriedivision „Trieste“ in Bologna
- Infanteriedivision „Friuli“ in Florenz
- I. Fallschirmjägerbrigade in Pisa
- Korpstruppen VI. Korps

- Armeetruppen 3. Armee mit Flugabwehrkommando in Bologna

In dieser Form waren diese Großverbände nicht nur der 3. Armee, sondern auch LANDSOUTH assigniert. Von verschiedenen Umgliederungen (und Verkleinerungen im Bereich des VI. Korps) abgesehen, blieb diese Struktur bis Anfang der 1970er Jahre im Wesentlichen unverändert. Nachdem sich mit Jugoslawien eine Entspannung abzeichnete, die 1975 in den Vertrag von Osimo mündete, wurden am 1. April 1972 die Stäbe der 3. Armee in Padua und auch des VI. Korps in Bologna aufgelöst.
Am ehemaligen Sitz der 3. Armee in Padua befindet sich ein Museum zur Geschichte des Großverbandes.

## Oberbefehlshaber

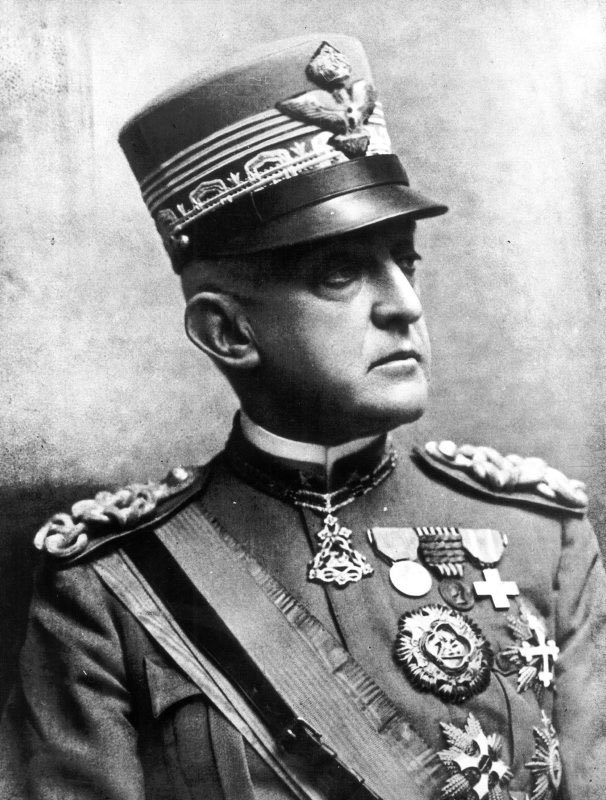
Der Herzog von Aosta, Oberbefehlshaber der 3ª Armata im Ersten Weltkrieg

- Generalleutnant Luigi Zuccari (1914–1915)
- Generalleutnant Vincenzo Garioni ad interim (1915)
- Generalleutnant Emanuel Philibert von Savoyen-Aosta, Herzog von Aosta (1915–1919)
- Armeegeneral Carlo Geloso (1940)
- Armeegeneral Emilio Battisti (1952–1953)
- Armeegeneral Alessandro Trabucchi (1953–1955)